# Dora International Stadium
Dora International Stadium – stadion piłkarski w Hebronie, na Zachodnim Brzegu, w Autonomii Palestyńskiej. Posiada nawierzchnię sztuczną. Może pomieścić 18000 osób. Został otwarty w 1965 roku. Na stadionie grają zawodnicy klubów Ahli Al-Khalil, Shabab Al-Dhahiriya, Shabab Dora, Taraji Wadi Al-Nes.